# Cártama
Cártama is een gemeente in de Spaanse provincie Málaga in de regio Andalusië met een oppervlakte van 105 km². In 2007 telde Cártama 18.865 inwoners. Het treinstation van Cártama is gelegen aan de spoorlijn Málaga - Álora.

## Demografische ontwikkeling
Bron: INE; 1857-2011: volkstellingen